# Kalifat Sokoto
Kalifat Sokoto – dawniej jedno z najsilniejszych państw w Afryce, obecnie tytularny kalifat Nigerii.
Początki państwa sięgają 1774 roku, kiedy charyzmatyczny imam Usman dan Fodio rozpoczął wśród ludu Fulbe nawoływanie do dżihadu. W 1804 jego armie zajęły państwo miasto-państwo Gobir, ogłaszając go „wodzem wiernych”. W latach 1805–1808 armie Fodio opanowały większość okolicznych miast-państw ludu Hausa. W 1809 założono miasto Sokoto jako stolicę nowego imperium.
W następnych latach Sokoto podbiło terytoria nad dolnym Nigrem, nad rzeką Benue i największe z regionalnych państw – Adamawę. Do połowy XIX wieku podjęto prawie 100 wypraw wojennych na terytoria dzisiejszego Nigru. U szczytu potęgi imperium Fulbe rozciągało się od terenów dzisiejszego Burkina Faso po Kamerun.
Administracyjnie Sokoto było federacją miast-państw, podlegających władzy kalifa.
Na przełomie lutego i marca 1903 roku stolicę Kalifatu zajęła ekspedycja brytyjska. Brytyjczykom udało się jednak przejąć wyłącznie kontrolę wojskową i podatkową (z wyłączeniem licznej szarej strefy), podczas gdy prawie każdy inny aspekt pozostawał nadal pod pełną władzą Kalifatu.
Wodzowie i lub członkowie rodziny królewskiej nadal sprawowali swoje uprawnienia nad swoimi poddanymi. Zwrócono uwagę, że Brytyjczycy nie byli w stanie stworzyć administracji kolonialnej, chociaż byli zainteresowani czerpaniem korzyści importowych z nowych kolonii; żaden z tych aspektów nie miał wystarczających zasobów, by je sfinansować. Ta kwestia ekonomiczna, w połączeniu z niedoborem lub brakiem kadry europejskiej w Afryce, przekonały Brytyjczyków, do uznania niepodległych instytucji do osiągnięcia części celu. Kiedy na początku XX wieku Lugard i jego ludzie rozpoczęli walkę z Kalifatem Sokoto w północnej Nigerii, jego ograniczone zasoby ludzkie i finansowe uniemożliwiły mu opanowanie całego terytorium. Kalifat Sokoto posiadał wysoko rozwinięty i sprawny system administracji kierowany przez emirów, z sułtanem Sokoto jako najwyższym zwierzchnikiem, który nie był chętny do wojny z Wielką Brytanią. Hierarchiczny charakter struktury politycznej był idealny dla owego systemu ponieważ Brytyjczycy mogli korzystać z pomocy emirów, a emirowie z kolei mogli kontrolować swój lud.
Po wypowiedzeniu powiązań z Wielką Brytanią w 1960 kalifat zachował swój tradycjonalny i religijny charakter.

## Kalifowie Sokoto
- 21 lutego 1804–1815: Imam Usman dan Fodio
- 1815/ formalnie 20 kwietnia 1817 – 26 października 1837: Muhammed Bello
- 26 października 1837 – listopad 1842: Abu Bakr Atiku
- listopad 1842 – 21 października 1859: `Aliyu Baba dan Bello "Mai Cinaka" = Ali bin Bello I "Mai Katuru"
- 21 października 1859 – 2 listopada 1866: Ahmadu `Atiqu dan Abi Bakar "Mai Cimola" = Ahmad bin Atiku I dan `Usuman
- 2 listopada 1866 – 20 października 1867: `Aliyu Karami dan Bello = Ali bin Bello II
- październik 1867 – marzec 1873: Ahmadu Rafaye dan `Usuman = Ahmad Rufa'i
- marzec 1873 – marzec 1877: Abu Bakar `Atiqu II dan Bello "na Rabih" = Abu Bakr bin Bello
- marzec 1877 – wrzesień 1881: Mu’azu Ahmadu dan Bello = Mu'adh bin Bello
- wrzesień 1881 – 25 marca 1891: `Umaru dan `Aliyu Baba = Umar bin Ali
- 25 marca 1891 – 10 października 1902: Abd ar-Rahman dan Abi Bakar "Mai Kano," "Danyen Kasko"
- 13 października 1902 – 15 marca 1903: Muhammadu Attahiru I dan Ahmadu
- marzec 1903 – czerwiec 1915: Muhammadu Attahiru II dan `Aliyu Baba
- 1915 – 1924: Muhammadu dan Ahmadu "Mai Turare"
- 1924 – styczeń 1931: Muhammadu dan Muhammadu "Tambari"
- 1931 – 1938: Hasan dan Mu'azu Ahmadu
- 17 czerwca 1938 – 1 listopada 1988: Alhaji Sir Abubakar III dan `Usuman as-Siddiq
- 6 listopada 1988 – 20 kwietnia 1996: Ibrahim Dasuki dan Khaliru
- 21 kwietnia 1996 – 29 października 2006: Muhammadu Maccido dan Abubakar
- 2 listopada 2006 – obecnie: Muhammed Sa'adu Abubakar